# Ремнёв, Леонид Яковлевич
Леони́д Я́ковлевич Ремнёв (2 августа 1946, дер. Протасиха Большая, Ивановская область, РСФСР, СССР — 24 августа 2024, Нижний Новгород, Россия) — советский и российский театральный актёр и педагог. Народный артист Российской Федерации (2002).

## Биография
Родился 2 августа 1946 года в деревне Протасиха Большая Ивановской области.
Учился в Илья-Высоковской средней восьмилетней школе, которую окончил в городе Пучеж.
В 1972 году окончил Горьковское театральное училище и исторический факультет Нижегородского государственного университета им. Н. И. Лобачевского. Педагогом Ремнёва являлся В. С. Соколоверов.
С 1978 года по 2003 год являлся педагогом Театрального училища.
Служил в Нижегородском театре юного зрителя 52 года, с 1972 по 2024 год.
Снялся в двух картинах, в четвёртой серии телесериала «Конвой PQ-17» в роли МакГрегори в 2004 году и в эпизоде фильма «Утомлённые солнцем 2: Предстояние» в 2010 году.
Ушёл из жизни 24 августа 2024 года на 79-м году жизни за кулисами Нижегородского государственного театра юного зрителя, в котором служил. Похоронен на кладбище «Марьина Роща» Нижнего Новгорода.

### Личная жизнь
С 12 марта 1971 года в браке с артисткой Валентиной Ивановной Ремнёвой, которая также выступала в Нижегородском государственном театре юного зрителя и позже была назначена на должность главного администратора театра.
Воспитывали двух дочерей, есть внуки.

## Звания и награды

### Звания
- Заслуженный артист РСФСР (7 февраля 1985)[10].
- Народный артист Российской Федерации (4 октября 2002)[3].

### Номинации и награды
- Номинант Национальной театральной премии «Золотая Маска» («ЛУЧШАЯ МУЖСКАЯ РОЛЬ» — роль Ивана Коломийцева в спектакле «Последние», М. Горький, 2008 г.)[11]
- Лауреат Премии Нижнего Новгорода (за исполнение роли Арбенина в спектакле «Маскарад», М. Ю. Лермонтов, 1996 г.)[11]
- Лауреат Премии Нижнего Новгорода (за исполнение роли Гаева в спектакле «Вишнёвый сад», А. П. Чехов, 2003 г.)[11]
- Лауреат премии им. Н. И. Собольщикова-Самарина[11]
- Лауреат V фестиваля-конкурса им. Е. Евстигнеева («ЛУЧШАЯ МУЖСКАЯ РОЛЬ» — роль Ивана Коломийцева в спектакле «Последние», М. Горький, 2008 г.)[11]
- Лауреат «Пушкинской премии» (за роль Пугачёва в спектакле «Капитанская дочка», 1999 г.)[11]
- Лауреат Всесоюзного смотра-фестиваля спектаклей по произведениям М. Горького (за исполнение роли Ларры в спектакле «Песнь о Данко»)[11]
- Лауреат Всероссийского фестиваля национальной драматургии и театрального искусства народов СССР (за роль Хории в спектакле «Запах спелой айвы», И. Друцэ)[11]